# Lieskovec (kraj bańskobystrzycki)
Lieskovec – wieś (obec) na Słowacji położona w kraju bańskobystrzyckim, w powiecie Zwoleń. Pierwsze wzmianki o miejscowości pochodzą z roku 1401.
Według danych z dnia 31 grudnia 2012, wieś zamieszkiwało 1448 osób, w tym 760 kobiet i 688 mężczyzn.
W 2001 roku rozkład populacji względem narodowości i przynależności etnicznej wyglądał następująco:
- Słowacy – 95,94%
- Czesi – 0,65%
- Romowie – 2,32%
- Węgrzy – 0,22%

Ze względu na wyznawaną religię struktura mieszkańców kształtowała się w 2001 roku następująco:
- Katolicy rzymscy – 43,95%
- Grekokatolicy – 0,22%
- Ewangelicy – 36,78%
- Ateiści – 14,41%
- Nie podano – 4,13%